# Kopaczyńce
Kopaczyńce (ukr. Копачинці) – wieś na Ukrainie w obwodzie iwanofrankiwskim, w rejonie horodeńskim.